# 新潟造船

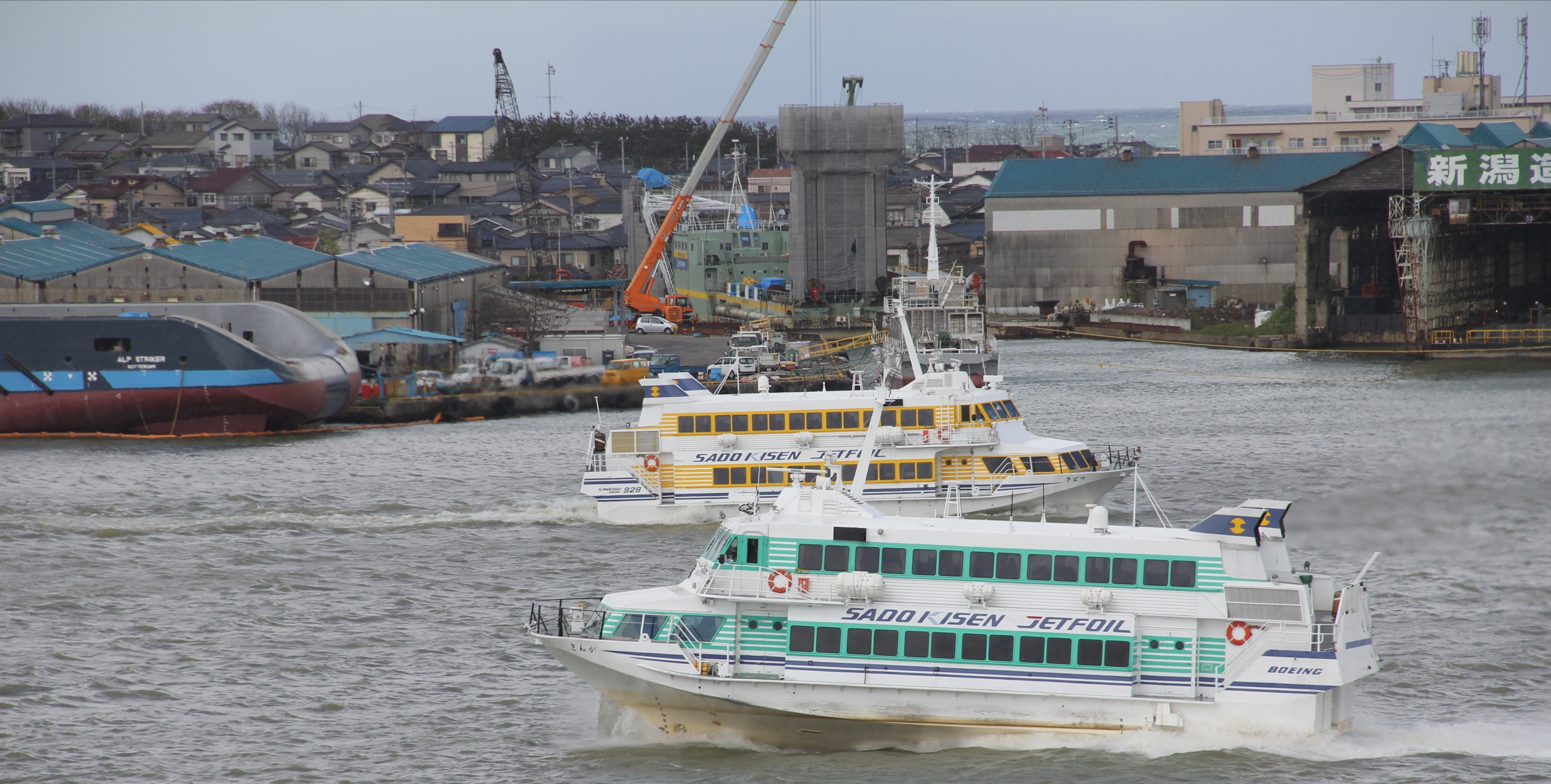
新潟工場付近（2016年）。ジェットフォイルの背後が第2ドック及び艤装・修繕岸壁（海洋支援船が艤装作業中）。

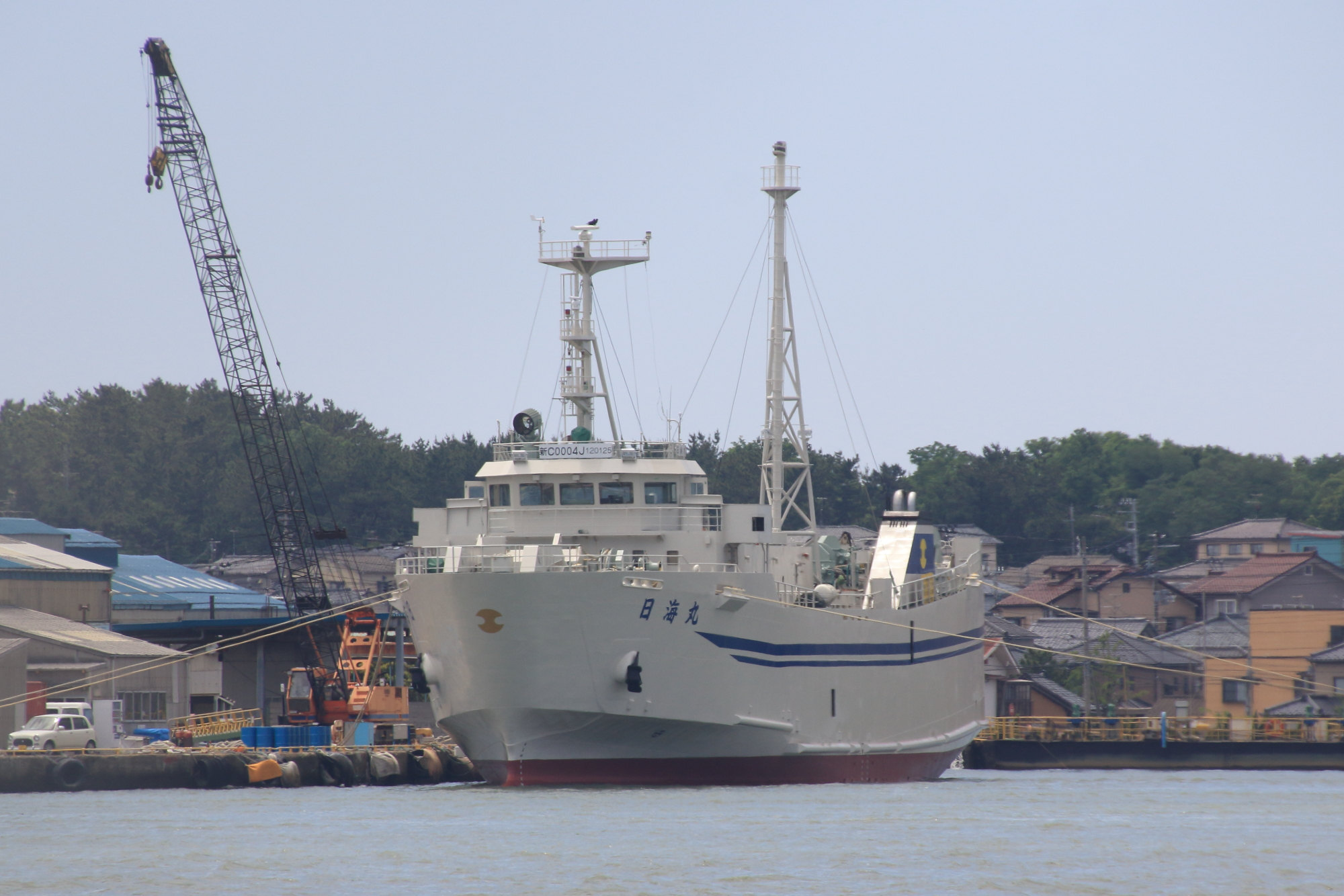
新潟工場第2ドックから出渠する佐渡汽船のRORO貨物船日海丸（2020年）

新潟造船株式会社（にいがたぞうせん）は、新潟県新潟市中央区に本社を置く日本の造船業者。

## 概要
2003年（平成15年）4月1日に三井造船の100%子会社として設立され、会社更生中の新潟鐵工所の造船部門の事業譲渡を受け、営業を開始した。新潟市および神奈川県三浦市に工場を有する。
2022年（令和4年）10月に親会社である三井E&S造船が常石造船の連結子会社となったことから、新潟造船も常石グループに入っている。
常石造船は、新潟造船を常石グループ内の常石三保造船に2025年（令和7年）9月1日付で統合させるグループ再編方針を、同年7月に発表した。

## 組織・主要設備
新潟県新潟市に本社・新潟工場を、神奈川県三浦市に三浦工場を設置している。新潟工場ではおもに新造船・修繕船事業を、三浦工場では修繕船事業を行っているが、2000年代には三浦工場でも新造船事業を行ったこともある。
- 本社・新潟工場 - 新潟県新潟市中央区入船町4-3776 北緯37度56分15.4秒 東経139度3分26.7秒
  - 第1ドック（主に建造用）：収容能力7,500GT、長さ125m×幅25m×深さ10.5m[3][6]
  - 第2ドック（修繕用）：収容能力1,500GT、長さ135m×幅17.5m×深さ7.7m[3][6]
  - 係留岸壁（艤装・修繕用）：延長720m[3][6]
- 三崎工場 - 神奈川県三浦市三崎町城ヶ島字養老子105 北緯35度8分1.4秒 東経139度37分31.6秒
  - 第1ドック（修繕用）：収容能力2,700GT、長さ70m×幅23m[3][7]
  - 第2ドック（修繕用）：収容能力500GT、長さ49m×幅23m[3][7]
  - 係留岸壁（修繕用）：延長140m[3][7]
  - 国土交通省による舶用内燃機関サービス・ステーション（SS）の証明を取得している[8]。
- 東京事務所 - 東京都千代田区神田富山町28番 田澤神田ビル5F

## 沿革
- 1895年（明治28年） - 日本石油（現・ENEOS）が、関連事業部門として新潟県新潟市に新潟鉄工所を開設[9]。
- 1905年（明治38年） - 新潟市入船地区に造船工場を開設[3][9]。
- 1910年（明治43年） - 日本石油から分社化し、株式会社新潟鐵工所を設立[9]。
- 1970年（昭和45年） - 神奈川県三浦市に三崎工場を開設[9]。
- 2003年（平成15年） - 三井造船の完全子会社として新潟造船株式会社を設立し、新潟鐵工所の造船事業を継承[3][9]。
- 2022年（令和4年） - 常石グループの傘下となる[9]。
- 2025年（令和7年）7月17日 - 9月1日付での常石三保造船への統合を発表[2]。

## 建造船
前身の新潟鐵工所造船工場時代から、おもに漁船を中心に建造している。第二次世界大戦中は、日本海軍の第二十八号型駆潜艇や丙型海防艦などディーゼル主機関の小艦艇の建造も行った。
新潟造船に移行後の2006年（平成18年）には、より大型の船舶の建造に向けて船殻ブロック大型化に対応するため、新潟工場第1ドックに650tクローラークレーンを導入し、一般商船の建造も開始した。漁船についても、省力化等を進めた次世代型の漁船の開発・建造に取り組んでいる。
漁業実習船などの官公庁船の受注も多い。2000年代には日本政府や日本財団の対外援助事業による外国政府向け案件の受注もあり、2003年（平成15年）にはインドネシア運輸省向け設標船1隻を、2004年（平成16年）には同じくインドネシア運輸省向け防災船1隻を引き渡したほか、防災船2番船のインドネシア国内建造への技術支援も行っている。
2014年（平成26年）には、カナダのTeekay Offshore Partners社の子会社であるオランダのALP Maritime Services社向けに、世界最大級の300トンの曳航能力を有するオーシャン・ゴーイング・タグ（海洋支援船）4隻の建造を受注（基本設計はノルウェーのULSTEIN DESIGN & SOLUTIONS社）したが、建造中に設計変更や不具合の発生から工程が混乱し、資機材・工程の増加により2016年度第4四半期で約110億円の損失を計上する事態となった。この状況に対処するため、三井造船の全面支援により、4隻のうち2隻の艤装工事等を三井造船の玉野事業所・千葉事業所で分担することとしたほか、人材の応援なども行われた。これらにより、4隻全てが2017年度までに竣工の運びとなり、第1船「ALP STRIKER」は2016年9月12日に、第2船「ALP DEFENDER」は2017年6月20日に、第3船「ALP SWEEPER」は2017年10月4日に、第4船「ALP KEEPER」は2018年2月2日に、それぞれ竣工し、船主に引き渡された。
小型商船や大型漁船・作業船の開発・建造の技術力は、船主や船舶工学の学会から一定の評価を得ており、建造船は日本船舶海洋工学会のシップ・オブ・ザ・イヤー2007年小型貨物船部門賞・2012年及び2015年の漁船・作業船部門賞を受賞している。